# Al-Bahnasa
Al-Bahnasa (àrab: البهنسا, al-Bahnasā) és una ciutat d'Egipte que ocupa el lloc de l'antiga Oxirrinc. És a la Governació d'Al-Minya, a la riba oest del Nil, a l'oest de la carretera entre Maghagha i Beni Mazar, al límit de la zona agrícola. S'estira al llarg de l'antic canal de Josep (Bahr Yusuf) que avui és un braç natural del riu Nil (tot i que se segueix anomenat Bahr Yusuf) i està unida per un pont amb la ciutat moderna de Sandafa. És damunt mateix l'antiga ciutat.
Oxirrinc fou abandonada al segle VII i fou repoblada pels àrabs el segle ix amb el seu modern nom. Fou una ciutat important i pròspera esmentada al temps del visir fatimita Badr al-Jamil, al segle xi, que la va fer capital de província. Ibn Battuta l'esmenta també com una gran ciutat amb nombrosos jardins, al segle xiv, sota els mamelucs, però sembla que ja estava en decadència accentuada aviat i al segle xvi, sota domini otomà, només era un llogaret que fou incorporat a la província de Bani Suef (Suwayf) i més tard a la de Minya. Fou quasi coberta per l'arena i es veien restes antigues vers el 1890, situació possiblement derivada del desbrossament del terreny.